# Bestala
Bestala is een bestuurslaag in het regentschap Buleleng van de provincie Bali, Indonesië. Bestala telt 823 inwoners (volkstelling 2010).